# Moglia
Moglia és un municipi situat al territori de la província de Màntua, a la regió de la Llombardia (Itàlia).
Moglia limita amb els municipis de Concordia sulla Secchia, Gonzaga, Novi di Modena, Pegognaga, Quistello, Reggiolo, Rolo i San Benedetto Po.
Pertanyen al municipi les frazioni de Bondanello, Coazze i Trivellano